# Henrik Stampe (1878-1925)
 Der er flere personer med dette navn, se Henrik Stampe.
Henrik lensbaron Stampe (27. juni 1878 – 16. september 1925) var en dansk godsejer.
Han var cand.phil. I 1904 arvede han Baroniet Stampenborg, som blev sat under administration af Staten, og som han afløste i 1924.
Han var gift med Myrle Harvey (1897-1947, gift anden gang med Alfonso Seoane) og fik datteren Birgitte Caroline Maroucha baronesse Stampe (1922-1977), som blev gift med Jens Kistrup.